# Ángel Vian Ortuño
Ángel Vian Ortuño (Madrid, 7 de maig de 1914 - Madrid, juliol de 1999)va ser un químic i catedràtic espanyol, rector de la Universitat Complutense de Madrid entre 1976 i 1981, el primer escollit democràticament.
Doctor en Ciències Químiques i en Química Industrial, en 1949 va obtenir la càtedra de Química Tècnica a la Universitat de Salamanca i en 1955 la càtedra de Química Industrial, Economia i Projectes a la Universitat de Madrid. Va ser autor d'obres com Elementos de Ingeniería Química (1952), junt amb Joaquín Ocón, El pronóstico económico en Química Industrial (1958) o Introducción a la Química Industrial (1976), entre d'altres.